# 세종특별자치시의 시내버스

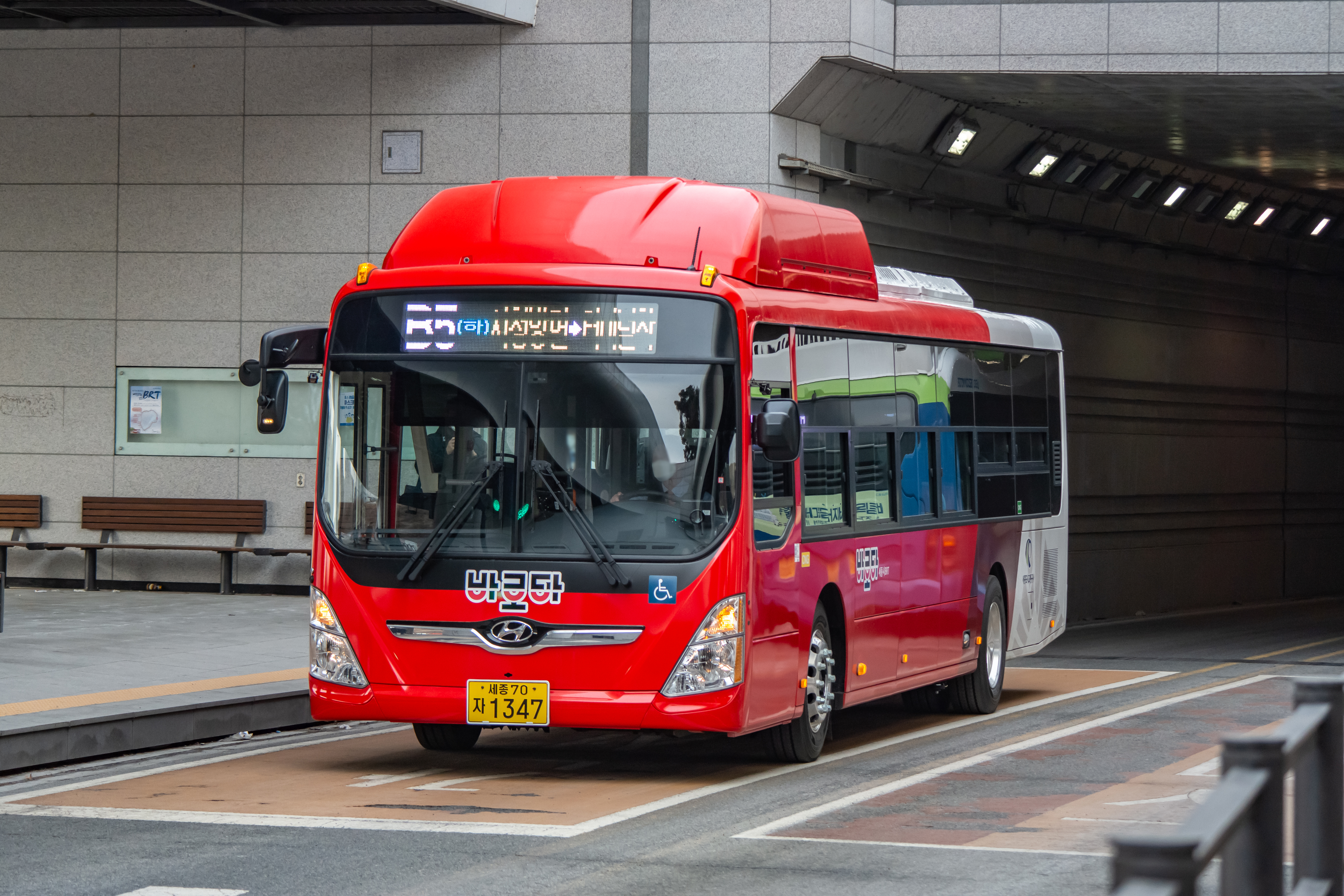
세종 바로타 B5

세종특별자치시의 시내버스는 세종특별자치시를 중심으로 운행하는 대중교통 수단을 일컫는다. 세종특별자치시의 시내버스는 세종특별자치시청 산하 공기업인 세종도시교통공사와 민영 업체인 세종교통, 세종제일운수로 나뉘어 있다.

## 운임
2018년 3월 기준이다.
| 종류               | 나이                  | 카드 (원) | 현금 (원) |
| ------------------ | --------------------- | --------- | --------- |
| 일반/급행/광역/BRT | 어른 (만 19세 이상)   | 1,400     | 1,500     |
| 일반/급행/광역/BRT | 청소년 (만 13세~18세) | 1,100     | 1,200     |
| 일반/급행/광역/BRT | 어린이 (만 6세~12세)  | 600       | 700       |
| 마을               | 어른 (만 19세 이상)   | 1,300     | 1,400     |
| 마을               | 청소년 (만 13세~18세) | 1,000     | 1,100     |
| 마을               | 어린이 (만 6세~12세)  | 600       | 700       |

### 시계외 운임 및 환승
- BRT와 광역 노선인 B2번, B4번, B6번, 1000번, 1001번, 1004번, 1005번의 구간별 운임은 다음과 같다. B7번은 아래의 운임에 어린이 50원, 어른 및 청소년 100원이 추가된다.

| 종류                 | 나이                  | 카드 (원) | 현금 (원) |
| -------------------- | --------------------- | --------- | --------- |
| 세종-대전, 세종-청주 | 어른 (만 19세 이상)   | 1,700     | 1,800     |
| 세종-대전, 세종-청주 | 청소년 (만 13세~18세) | 1,300     | 1,400     |
| 세종-대전, 세종-청주 | 어린이 (만 6세~12세)  | 800       | 900       |
| 오송-반석(B2, B4)    | 어른 (만 19세 이상)   | 2,000     | 2,100     |
| 오송-반석(B2, B4)    | 청소년 (만 13세~18세) | 1,600     | 1,700     |
| 오송-반석(B2, B4)    | 어린이 (만 6세~12세)  | 1,000     | 1,100     |

- 이외 일반시내(간·지선), 마을버스 노선은 시계외 요금이 없다.
- 환승은 하차 후 1시간 이내에 3회까지 환승이 가능하다. 2024년 8월 26일부터 청주시, 공주시 시내버스 노선과도 전면 환승 할인이 적용되며, 대전 시내버스와는 지정된 노선에 한해 환승 할인이 적용된다.[3]

## 운수 업체

### 시내버스
- 세종교통
- 세종제일운수
- 세종도시교통공사

## 노선

### 번호 체계
번호 자릿수 구분원래 무번호로 운행 했으나 2012년 7월부터 번호제가 시행이 되면서 세 자리 번호로 변경이 되었다. 2013년 4월 1일부터 대대적으로 재개편 되었다.
10번/100번 단위조치원역 기점으로 조치원읍 인근 지역을 운행하는 노선. 16번과 17번은 마을버스로 연기면까지 운행한다.
200번 단위행정중심복합도시를 순환 운행하는 노선. 220번대는 금강을 횡단한다.
30번 단위아래 300~400번대에서 전환된 노선으로, 연동면이나 부강면을 경유하는 마을버스 노선.
300번 단위조치원공영버스터미널에서 출발하여 연동면을 경유하는 노선.
400번 단위부강면 각지를 연결하는 노선으로 2018년 9월 현재 행정중심복합도시에서 부강을 관통, 문곡리로 가는 430번 노선만이 운행 중에 있다.
50번/500번 단위장군면, 충청남도 공주시 등을 연결하는 노선. 550번, 551번이 간선버스 노선이다.
60번/600번 단위세종터미널을 경유하며 행정중심복합도시 금강 이남 지역과 금남면 지역을 운행하는 노선. 601번이 간선버스 노선이다.
70번 단위조치원역 기점으로 연서면으로 운행하는 노선.
80번/800번 단위전의면 각지를 연결하는 노선. 801번이 간선버스 노선이다.
900번 단위조치원역에서 전동면 방면으로 운행하는 노선. 991번은 소정면에서 행정중심복합도시 금강 이남 지역까지 세종시 전역을 종단한다.
1000번 단위행정중심복합도시 곳곳을 경유하여 대전광역시의 반석역 방면으로 운행하는 광역버스이다.

### 노선 목록
| 구분 | 노선 |
| ---- | --- |
| BRT  | B0 · B2 · B4 · B5 · B6 · B7 |
| 광역 | 1000 · 1001 · 1003 · 1004 · 1005 · M1 |
| 간선 | 340 · 430 · 550 · 551 · 601 · 655 · 801 · 991                                                                                               |
| 지선 | 11 · 12 · 13 · 18 · 52 · 53 · 201 · 202 · 203 · 204 · 221 · 222 · 272 · 273 · 300 · 910                                                     |
| 마을 | 16 · 17 · 35 · 61 · 62 · 63 · 64 · 65 · 66 · 661 · 67 · 69 · 691 · 71 · 72 · 73 · 74 · 75 · 76 · 81 · 82 · 83 · 84 · 85 · 86 · 93 · 94 · 95 |

### 인접 시·군 노선
| 지역 | 노선                                                            |
| ---- | --------------------------------------------------------------- |
| 계룡 | 3002                                                            |
| 공주 | 108 · 360 · 500 · 501 · 502 · 570 · 571 · 572 · 573 · 580 · 581 |
| 대전 | 72 · 75 · B1 · 1001 (대전) · 1002                               |
| 천안 | 663 · 700 · 701 · 702 · 710                                     |
| 청주 | 412 · 502 · 521 · 525 · B3 · B7 (청주)                          |

## 차량
현대자동차와 자일대우버스의 차량이 주로 이용된다. 2015년 6월 22일부터는 한국화이바 프리머스 차량을 도입하여 전기버스가 운행하기 시작했다.